# Кошаркашка репрезентација Украјине
Кошаркашка репрезентација Украјине представља Украјину на међународним кошаркашким такмичењима.
Кошаркаши из Украјине су до 1992. игралии за национални тим Совјетског Савеза.

## Учешће на међународним такмичењима

### Олимпијске игре(0)
Није учествовала

### Светско првенство(1)
| Година | Домет            | Ут.              | Доб.             | Изг.             | Позиција         |
| ------ | ---------------- | ---------------- | ---------------- | ---------------- | ---------------- |
| 1994.  | Није учествовала | Није учествовала | Није учествовала | Није учествовала | Није учествовала |
| 1998.  | Није учествовала | Није учествовала | Није учествовала | Није учествовала | Није учествовала |
| 2002.  | Није учествовала | Није учествовала | Није учествовала | Није учествовала | Није учествовала |
| 2006.  | Није учествовала | Није учествовала | Није учествовала | Није учествовала | Није учествовала |
| 2010.  | Није учествовала | Није учествовала | Није учествовала | Није учествовала | Није учествовала |
| 2014.  | Прва фаза        | 5                | 2                | 3                | 18.              |
| 2019.  | Није учествовала | Није учествовала | Није учествовала | Није учествовала | Није учествовала |
| Укупно | —                | 5                | 2                | 3                | —                |

### Европско првенство(9)
| Година | Домет            | Ут.              | Доб.             | Изг.             | Позиција         |
| ------ | ---------------- | ---------------- | ---------------- | ---------------- | ---------------- |
| 1993.  | Није учествовала | Није учествовала | Није учествовала | Није учествовала | Није учествовала |
| 1995.  | Није учествовала | Није учествовала | Није учествовала | Није учествовала | Није учествовала |
| 1997.  | Прва фаза        | 5                | 3                | 2                | 13.              |
| 1999.  | Није учествовала | Није учествовала | Није учествовала | Није учествовала | Није учествовала |
| 2001.  | Прва фаза        | 3                | 1                | 2                | 16.              |
| 2003.  | Прва фаза        | 3                | 0                | 3                | 14.              |
| 2005.  | Прва фаза        | 3                | 0                | 3                | 13.              |
| 2007.  | Није учествовала | Није учествовала | Није учествовала | Није учествовала | Није учествовала |
| 2009.  | Није учествовала | Није учествовала | Није учествовала | Није учествовала | Није учествовала |
| 2011.  | Прва фаза        | 5                | 2                | 3                | 17.              |
| 2013.  | Четвртфинале     | 11               | 6                | 5                | 6.               |
| 2015.  | Прва фаза        | 5                | 1                | 4                | 22.              |
| 2017.  | Осмина финала    | 6                | 2                | 4                | 16.              |
| 2022.  | Осмина финала    | 6                | 3                | 3                | 12.              |
| Укупно | —                | 47               | 18               | 29               | —                |